# Agrilus howdenorum
1. 1. 138605083

Agrilus howdenorum é uma espécie de inseto do género Agrilus, família Buprestidae, ordem Coleoptera.
Foi descrita cientificamente por Hespenheide, 2008.